# Braunsia greeni
Braunsia greeni är en stekelart som först beskrevs av Cameron 1905.  Braunsia greeni ingår i släktet Braunsia och familjen bracksteklar. Inga underarter finns listade.